# 斯溫頓 (密蘇里州)
斯溫頓（英語：Swinton）是位於美國密蘇里州斯托達德縣的非建制地區。

## 歷史
斯溫頓的郵局於1898年設立，其後於1952年停運。

## 地理
斯溫頓所處的海拔為高於海平面117米（即384英呎），而該地所採用的時區為UTC-6，即北美中部時區（CST）。同時該地設有夏令時間，為UTC-6調快一小時，即UTC-5（CDT）。